# Stenbergmania albomaculalis
Stenbergmania albomaculalis är en fjärilsart som beskrevs av Bremer 1864. Stenbergmania albomaculalis ingår i släktet Stenbergmania och familjen nattflyn. Inga underarter finns listade i Catalogue of Life.